# Suicidio modo d'uso
Suicidio modo d'uso è il primo album dei CCC CNC NCN, prodotto da Nautilus autoproduzioni nel 1989.

## Tracce
Lato A
1. Atto Primo

Lato B
1. Atto Secondo